# اللغة النيبالية
النيبالية هي اللغة الرسمية لنيبال كما يتحدثها أهالي بوتان وبعض سكان التبت وهي واحدة من اللغات الرسمية ال23 للهند ومرتبة الثامنة من حيث ترتيب اللغات في الدستور الهندي ويتحدث بها بعض سكان بورما. حوالي نصف الشعب النيبالي يتحدث النيبالية كلغة أولى في حين يتكلمها باقي السكان كلغة ثانية. يقدر عدد متحدثي اللغة النيبالية كلغة أولى بحوالي 32 مليون شخص والعدد الكلي للمتحدثين بها بأكثر من 40 مليون شخص وهي بالتالي تأتي في المرتبة رقم 56 من حيث أكثر اللغات انتشاراً في العالم. واللغة النبيالية تنتمى لعائلة اللغات الهندوإيرانية.

## نظام الكتابة
تعتمد اللغة النبالية في الكتابة نظام ديوناكري وهو نظام للكتابة متبع في كلاً من اللغة الهندية ولغة جزيرة بالي الإندونيسية ويمكن تعميمه على 13 لغة أخرى فيما بينها اللغة النبيالية. وقد نشأ هذا النظام في أوائل القرن الحادي عشر الميلادي. وفيه الحروف من اليسار إلى اليمين.